# Richard de Clare, 5. Earl of Gloucester

Wappen des Richard de Clare, 5. Earl of Gloucester

Richard de Clare, 5. Earl of Gloucester und 5. Earl of Hertford (* 4. August 1222; † 15. Juli 1262 in Waltham) war ein englischer Magnat.

## Herkunft und Jugend
Richard de Clare entstammte der anglonormannischen Familie Clare. Er war der älteste Sohn von Gilbert de Clare, 4. Earl of Gloucester and Hertford und von Isabel Marshal. Richard war erst acht Jahre alt, als sein Vater am 25. Oktober 1230 starb. Am 1. November übertrug König Heinrich III. gegen eine Gebühr in Höhe von 7000 Mark die Verwaltung der Besitzungen der Familie Clare sowie die Vormundschaft und das Recht, den jungen Erben zu verheiraten, an seinen Justiciar Hubert de Burgh. Richards Mutter heiratete sechs Monate nach dem Tod ihres Mannes Richard von Cornwall, den Bruder des Königs. Richard wuchs im Haushalt von de Burgh auf, bis dieser im Sommer 1232 gestürzt und geächtet wurde. Zum neuen Vormund für den jungen Richard ernannte der König de Burghs Rivalen Bischof Peter des Roches von Winchester, die Verwaltung der Besitzungen der Familie Clare übertrug er an Peter de Rivallis, einem Neffen des Bischofs. Dem König und wahrscheinlich auch Hubert de Burgh war nicht bekannt, dass zu diesem Zeitpunkt der junge Richard bereits verheiratet war. In den Wirren des Sturzes von de Burgh hatte dessen Frau Margarete von Schottland zusammen mit ihrer Tochter und Richard, dem Mündel ihres Mannes, in Bury St. Edmunds Zuflucht gesucht und dort den zehnjährigen Richard mit ihrer etwa gleichaltrigen Tochter Megotta verheiratet oder zumindest verlobt, wahrscheinlich, um die Zukunft ihrer Tochter zu sichern. Das junge Paar wuchs jedoch weiter getrennt auf, denn Megotta lebte wahrscheinlich im Haushalt ihrer Mutter, während Richard im Haushalt von Peter des Roches blieb, bis auch dieser im Sommer 1234 die Gunst des Königs verlor und gestürzt wurde. Richard de Clare wurde von nun an im Haushalt des Königs erzogen. 1236 wurde gerüchteweise bekannt, dass Richard de Clare bereits verheiratet war. Der König erklärte die Heirat für nichtig, da sie ohne seine Genehmigung erfolgt war, und begann  Verhandlungen über eine erneute Heirat des jungen Erben. Richards Braut Megotta starb im November 1237. Im Herbst 1237 hatte John de Lacy, 1. Earl of Lincoln, dem König 5000 Mark für die Heirat von Richard mit seiner Tochter Maud geboten. Der König wollte den reichen Erben jedoch mit einer seiner Verwandten aus dem Poitou verheiraten und bot seinem Stiefvater Graf Hugo X. von Lusignan an, ihn mit einer seiner Töchter zu verheiraten. Durch Vermittlung von Richard von Cornwall, dem Stiefvater des jungen Richard de Clare, erhielt der Earl of Lincoln das Recht, gegen eine Gebühr von 3000 Mark Richard de Clare mit einer seiner Töchter zu verheiraten, falls Lusignan das Angebot ablehnen würde. Lusignan lehnte ab, und am 25. Januar 1238 heiratete Richard de Clare Maud de Lacy.

## Kämpfe in Wales
Schon bevor er im August 1243 gegen eine Gebühr von 1200 Mark für volljährig erklärt wurde, übernahm er 1240 oder 1241 inoffiziell von seinem Onkel Gilbert Marshal die Herrschaft über Glamorgan. Hier setzte er den Kampf seines Vaters gegen die walisischen Lords fort, die zwar offiziell unter der Oberherrschaft der Lords of Glamorgan standen, doch tatsächlich weitgehend autonom über das Bergland von Glamorgan herrschten und im Bunde mit den walisischen Fürsten von Gwynedd die englische Herrschaft gefährdeten. 1242 kam es zu einem Konflikt zwischen Gilbert de Turberville von Coity Castle, einem anglonormannischen Lehnsmann von Richard, und den walisischen Lords Hywel ap Maredudd von Meisgyn und Rhys ap Gruffydd von Senghenydd. Gilbert vermittelte Ende Juli 1242 bei einem Treffen in Cardiff Castle einen Waffenstillstand. Dieser wurde kurz darauf von dem anglonormannischen Lord Richard Siward gebrochen, der den Süden von Meisgyn angriff. Im November 1242 sollte sich Richard Siward vor Gericht verantworten, weigerte sich jedoch, den Waffenstillstand zu halten. Daraufhin griff Hywel ap Maredudd Kenfig Castle und andere englische Besitzungen an, wobei er nun von Richard Siward unterstützt wurde. Im Gegenzug besetzte Richard de Clare nun Hywel ap Maredudds Herrschaften Meisgyn und Glynrhondda. Hywel ap Maredudd musste schließlich vor 1246 ins Exil nach Gwynedd flüchten. Vor Gericht konnte Richard de Clare 1245 erreichen, dass Richard Siward als Friedensbrecher verurteilt wurde, und dass seine Besitzungen an ihn fielen. Zur Sicherung seiner Eroberung von Meisgyn begann er mit dem Bau von Llantrisant Castle. 1245 nahm Richard an dem Feldzug des Königs gegen Fürst Dafydd ap Gruffydd teil, durch den die Vormachtstellung der Fürsten von Gwynedd zerschlagen wurde. Bei diesem Feldzug wurde er im Juni 1245 zum Ritter geschlagen.

## Reisen zu Turnieren, als Wallfahrer und als Gesandter
Als Earl of Gloucester und Hertford wurde Richard de Clare rasch zu einem der führenden Magnaten des Reiches. Er stand im höfischen Geist seiner Zeit und war als erfolgreicher Turnierkämpfer und Förderer höfischer Kultur bekannt. Nachdem er erfolgreich seine Oberherrschaft in Glamorgan durchgesetzt hatte, unternahm er zahlreiche und weite Reisen. Zusammen mit seinem Bruder William und William de Valence, 1. Earl of Pembroke, dem Halbbruder des Königs, nahm er in Frankreich an Turnieren teil. 1248 und 1249 besuchte er das Kloster Pontigny in Frankreich, wo der 1246 heiliggesprochene Erzbischof Edmund Rich von Canterbury begraben worden war, und 1250 Santiago de Compostela. Daneben war er häufig als Gesandter für den König und für dessen Bruder Richard von Cornwell unterwegs. 1254 begleitete er Königin Eleanore auf ihrer Reise nach Frankreich, wo sie im Juni in Bordeaux ihren bereits im August 1253 aufgebrochenen Gatten König Heinrich III. traf. Richard de Clare begleitete das Königspaar auf ihrer weiteren Reise durch den Kontinent und nahm im Oktober 1254 in Burgos an der Hochzeit des Thronfolgers Eduard mit der Prinzessin Eleonore von Kastilien teil.
Bevor er 1250 nach Santiago gereist war, hatte er Richard von Cornwall bei einer Reise zu Papst Innozenz IV. nach Lyon begleitet. Er reiste zweimal nach Deutschland, wo in schwierigen Verhandlungen Richard von Cornwall in der Doppelwahl von 1256/57 schließlich zum deutschen König gewählt wurde. Bei den Verhandlungen spielte er allerdings nur eine formale Rolle. In Verhandlungen mit Graf Hugo XI. von Lusignan vereinbarte er 1252 oder 1253, dass sein ältester Sohn Gilbert Lusignans Tochter Alice heiratete. Im August und September 1255 führte Gloucester ein englisches Heer nach Südschottland, das den Sturz der von Walter Comyn, Earl of Menteith geführten schottischen Regierung durch Alan Durward unterstützte.

## Erweiterung seiner Besitzungen
Nachdem sein Onkel Anselm Marshal Ende 1245 kinderlos gestorben war, konnte er durch seine 1240 verstorbene Mutter einen Erbanspruch auf einen Teil des Marshal-Besitzes geltend machen. Anselms Vater William Marshal hatte Ende des 12. Jahrhunderts durch seine Heirat mit Isabel de Clare, der Erbin von Richard de Clare, 2. Earl of Pembroke, die Besitzungen einer Nebenlinie der Clares erworben. Nun konnte Richard de Clare einen Teil davon zurückgewinnen. Bei der Teilung des Marshal-Erbes erhielt er im Juli 1246 Usk in Südostwales sowie Castle Walwyn in Pembrokeshire sowie im Frühjahr 1247 Kilkenny, einen Teil von Leinster in Irland. Damit besaß er mit Glamorgan, Usk und Wentloog ein kompaktes Territorium in Südostwales. 1254 beanspruchte er bei König Heinrich III. vergeblich den Besitz von Bristol, das bis 1213 zur Honour of Gloucester gehört hatte, dann aber von König Johann in Besitz genommen worden war. 1257 kam es zu neuen walisischen Angriffen auf Glamorgan. Fürst Llywelyn ap Gruffydd zerstörte Llangynwyd Castle in Glynrhondda, worauf der König Richard de Clare zum Kommandanten der englischen Truppen in Glamorgan und Pembrokeshire ernannte. Die Hauptkämpfe fanden jedoch im Tal des Tywi statt, wo eine englische Armee in der Schlacht von Cymerau eine vernichtende Niederlage erlitt. Der neue Lord von Senghenydd, Gruffydd ap Rhys, verbündete sich mit Llywelyn ab Gruffydd und bedrohte somit Glamorgan.

## Rolle in der Adelsopposition gegen den König
Richard de Clare kam jedoch nicht mehr dazu, sich gegen diese Bedrohung zu stellen. 1258 gehörte er mit Simon de Montfort, 6. Earl of Leicester, zum Kern einer Adelsopposition gegen König Heinrich III., womit er anders als sein Vater und sein Großvater politische Initiative ergriff. Trotz gelegentlicher Differenzen war er bislang gut mit dem König und dessen französischen Verwandten, den Poitevins ausgekommen. Seinen Erben hatte er mit einer Tochter eines Adligen aus dem Poitou verheiratet. Die Behauptung von Matthew Paris, dass William de Valence, ein Halbbruder des Königs, im Juli 1258 durch Walter de Scotenay, den Seneschall von Richard de Clare, ihn und seinen Bruder William vergiften wollte, ist höchstwahrscheinlich falsch.
Nachdem Clare zunächst in der Adelsopposition gegen König Heinrich III. führend war und nach den Provisions of Oxford dem 15-köpfigen Staatsrat angehörte, der die Regierung übernommen hatte, wechselte er schließlich wieder auf die Seite des Königs über. Im November 1259 reiste er mit dem König nach Frankreich, wo dieser den Vertrag von Paris mit dem französischen König schloss. Er kehrte im Frühjahr 1260 vor dem König nach England zurück und bereitete die Wiedererlangung der Macht des Königs vor. Zu diesem Seitenwechsel wurde er vermutlich durch die Angriffe von Llywelyn ap Gruffydd, der die Lage in England ausnutzte und seine Macht in den Welsh Marches ausbaute, bewogen. Dazu entwickelte Richard de Clare eine Abneigung gegen Simon de Montfort, dem Führer der Adelsopposition. Montfort setzte sich im Gegensatz zu Richard de Clare kompromisslos für seine Ziele ein und schien den König endgültig von der Macht verdrängen zu wollen, und letztlich fühlte sich Richard de Clare durch die Verwaltungs- und Justizreform, die Montfort mit den Provisions of Westminster auf lokaler Ebene begonnen hatte, in seiner Macht bedroht. Nachdem der König jedoch im Frühjahr 1261 seine Macht vollständig zurückerlangen suchte und auch seine exilierten Verwandten zurückrief, söhnten sich Montfort und Clare wieder aus. Zusammen mit anderen Magnaten begann er, ein Heer aufzustellen. Der  König zeigte sich jedoch nicht kompromissbereit, und angesichts seiner militärischen Überlegenheit unterwarfen sich die Barone dem König. König Heinrich III. erklärte im Mai 1262 die Provisions of Oxford für ungültig und segelte im Juli 1262 nach Frankreich, um den ebenfalls nach Frankreich gegangenen Simon de Montfort beim französischen König Ludwig zu verklagen. Am Tag nach der Abreise des Königs starb Richard de Clare nach mehrmonatiger Krankheit. Er wurde in Tewkesbury Abbey begraben.

## Nachwirkung
1248 hatte Clare das Priorat von Clare gestiftet, das die erste Niederlassung der Augustinereremiten in England war.
Obwohl er zu Beginn der Adelsopposition dank seiner Stellung führend war, zeigen seine Seitenwechsel im weiteren Verlauf des Konflikts, dass er weniger den Idealen einer gesetzlich legitimierten Regierung  von Simon de Montfort nachhing, sondern vor allem seine eigene Macht und seine eigenen Vorteile suchte. Sein Sohn und Erbe Gilbert de Clare spielte während des folgenden Zweiten Kriegs der Barone eine entscheidende Rolle.

## Familie und Nachkommen
Seine erste, als Kind geschlossene Ehe mit Megotta de Burgh war kinderlos geblieben. Aus seiner Ehe mit Maud de Lacy hatte er folgende Kinder:
- Isabel de Clare (* 1240; † vor 1271), ⚭ 1258 mit Markgraf Wilhelm VII. von Montferrat
- Gilbert „the Red“ de Clare (* 1243; † 1295), 6. Earl of Hertford and Gloucester
- Thomas de Clare, Lord of Thomond († 1287)
- Bogo de Clare (* 1248; † 1294)
- Margaret de Clare (* 1250; † 1312), ⚭ 1272 (geschieden 1293) mit Edmund, 2. Earl of Cornwall
- Rohese de Clare (* 1252; † 1317), ⚭ 1270 mit Roger de Mowbray, 1. Baron Mowbray
- Eglantina de Clare (*/† 1257)